# 黄靖 (篮球运动员)
黄靖（1985年11月24日—），中国女子篮球运动员，中国国家女子篮球队成员，曾随国家队参加2014年FIBA世界女篮锦标赛，最终队伍获得第六名。